# بوریس ساکیلاری
بوریس ولادیمیری ساکیلاری (ارمنی: Բորիս Վլադիմիրի Սակկիլարի؛  زادهٔ ۲۳ اوت ۱۹۲۰ - درگذشته ۱۶ ژوئن ۱۹۹۲) نوازنده ویولن و ویولا، آهنگساز یونانی‌تبار اهل ارمنستان بود.

## زندگی‌نامه
وی در ۲۳ اوت ۱۹۲۰ در ایروان به دنیا آمد و از کنسرواتوار دولتی کومیتاس ایروان فارغ‌التحصیل گشت. همچنین برندهٔ جوایزی همچون هنرمند شایسته ارمنستان شوروی (۱۹۶۳) شده است. وی در ۱۶ ژوئن ۱۹۹۲ در سن ۷۱ سالگی در ایروان درگذشت.